# Штурм Будапешта (1944)
Штурм Будапешта (нім. Schlacht um Budapest, угор. Budapest ostroma) — бойові дії радянських військ у ході Будапештської битви за опанування обложеної угорської столиці Будапешта за часів німецько-радянської війни. Облога Будапешта почалася 24 грудня 1944 року, коли Червона армія та румунська армія повністю оточили місто, відрізавши сили вермахту, що його обороняли від головних сил, і продовжувалася 50 днів до повної капітуляції гарнізону 13 лютого 1945 року. В результаті ведення воєнних дій близько 38 000 мирних жителів загинули з різних обставин.

## Історія

### Передумови
На початку 1944 року, зазнавши за три роки боротьби з Радянським Союзом втрату майже 200 000 людей та з наближенням фронту до власних міст, Угорщина була готова до виходу з Другої світової війни. 19 березня 1944 року, коли політичні сили в Угорщині наполягали на припиненні бойових дій, Німеччина запобіжно розпочала операцію «Маргарет» і ввела свої війська до Угорщини.
У жовтні 1944 року, після послідовних перемог союзників у Нормандії та під Фалезом, а також після розпаду Східного фронту після приголомшливого успіху радянського літнього наступу, операції «Багратіон», регент Угорщини Міклош Горті знову спробував домовитись про сепаратний мир із союзниками. Узнавши про намагання Горті його зрадити, Гітлер розпочав операцію «Панцерфауст», щоб утримати Угорщину на боці Осі, і змусив Горті зректися престолу. На зміну адміралу Горті та його уряду прийшов Ференц Салаші на чолі з ультраправою партією «Стрілохрест». Коли новий правий уряд та його німецькі союзники готували оборону столиці, до Будапешта прибув IX гірський корпус СС, що складався з двох дивізій Ваффен-СС, для посилення оборони міста.
На будапештському напрямку діяли 53-тя і 7-ма гвардійська армії 2-го Українського фронту Родіона Малиновського та частини 3-го Українського фронту, включаючи 46-ю армію і румунський 7-й армійський корпус.
Безпосередню оборону проти радянських військ у столиці Угорщини тримали війська вермахту, Ваффен-СС та угорської армії.

### Початок облоги
29 жовтня 1944 року Червона армія розпочала перший наступ на місто. Понад 1 000 000 військових, розділених на дві оперативні групи, атакували позиції німецько-угорських військ на напряму столиці. За радянським планом передбачалася ізоляція Будапешта від решти німецьких та угорських військ. 7 листопада 1944 року радянські та румунські війська вступили у східні передмістя, за 20 кілометрів від старого міста. Після запеклих боїв виникла пауза в наступальних діях і 19 грудня Червона армія відновила наступ. 26 грудня радянські війська захопили дорогу, що сполучала Будапешт з Віднем, завершивши тим самим повне оточення угорської столиці від головних сил. Підтриманий нацистами «лідер нації» (угор. Nemzetvezető), Ференц Салаші, ще 9 грудня втік з міста.
В результаті радянського наступу майже 33 000 німецьких та 37 000 угорських солдатів, а також понад 800 000 мирних жителів опинились в обложеному місті. Адольф Гітлер, відмовився дозволити прорив своїх військ з оточення і оголосив Будапешт містом-фортецею (нім. Festung Budapest), який мав захищатися до останньої людини. Командувачем оборони міста був призначений генерал Ваффен-СС Карл Пфеффер-Вільденбрух, командир IX гірського корпусу СС.

### Спроби опанувати місто
У ніч на 28 грудня 1944 року 2-й та 3-й Український фронт зв'язалися з обложеними німцями за допомогою радіо та гучномовців та повідомили їм про переговори про капітуляцію міста. Радянська сторона пообіцяла забезпечити гуманні умови капітуляції та не поводитися жорстоко з німецькими та угорськими полоненими. Вони також пообіцяли, що групи беззбройних парламентарів прибудуть автомобілями з білими прапорами.
Наступного дня дві групи радянських парламентарів прибули, як повідомлялося. Перша, зі складу 3-го Українського фронту, прибула о 10:00 у сектор Будафок і була доставлена до штабу генерала Пфеффер-Вільденбруха. Їхні переговори були невдалими; Пфеффер-Вільденбрух відмовився від умов капітуляції і відправив радянських переговорників назад. Коли радянські посланці вирушили до своїх позицій, німці раптово відкрили вогонь, вбивши одного з них. Ще двоє ледве сховалися від обстрілу і пізніше дісталися штабу, де доповіли результати.
Друга група парламентарів 2-го Українського фронту прибула об 11:00 в сектор Кіспеш. Коли посланці прибули, німці обстріляли їхню машину, вбивши усіх трьох переговорників.
Наступ радянських військ розпочався зі східних передмість, просуваючись через Пешт, підрозділи 2-го та 3-го Українських фронтів долали спротив німецьких та угорських захисників. Поступово гарнізон країн Осі відступав на захід, сподіваючись скористатися горбистою місцевістю Буди. Вуличні бої тривали весь час. А у січні 1945 року німці розпочали комбінований контрнаступ під кодовою назвою «Конрад», який складався з трьох етапів: «Конрад I», «Конрад II» і «Конрад III», маючи за мету звільнення оточеного гарнізону Будапешта. Перша частина цього наступу почалася 1 січня: німецький IV танковий корпус СС атакував з горбистого району поблизу Тати північно-західніше Будапешта, намагаючись прорвати облогу. 3 січня радянське командування завдали контрудар по німецькому угрупованню силами чотирьох дивізій. Запеклі бої зав'язалися біля Біске, менш ніж за 20 кілометрів на захід від Будапешта. 12 січня німці були змушені відійти. 7 січня почався другий етап німецького наступу «Конрад II». Цього разу IV танковий корпус СС атакував з району Естергома в напрямку аеропорту Будапешта, щоб захопити його та покращити здатність забезпечувати місто повітрям. Унаслідок затятого опору радянських військ німецькі танки були зупинені на підступах до аеропорту.

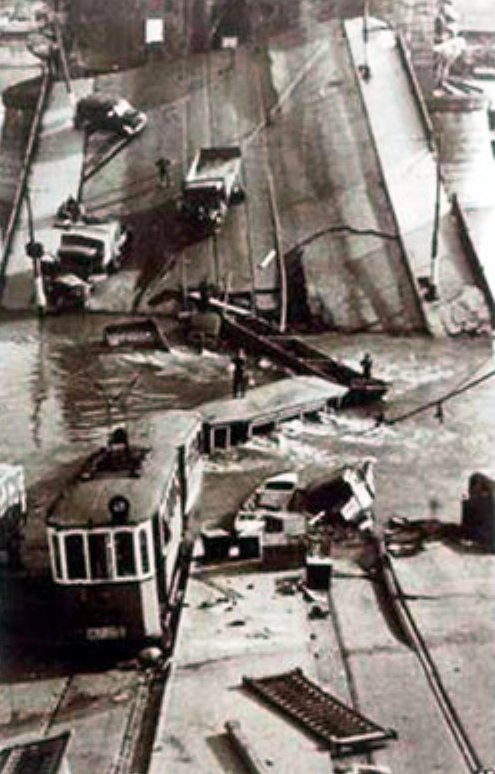
Зруйнований будапештський міст Маргіт

Тим часом, вуличні бої в Будапешті посилювались. Втрата аеропорту Феріхедь 27 грудня 1944 року, безпосередньо перед початком облоги, поставила руба питання постачання обложених. До 9 січня 1945 року німецькі війська ще мали змогу використовувати деякі головні проспекти міста, а також парк поруч із Будайським замком як посадкові смуги для літаків та планерів, хоча вони перебували під постійним обстрілом радянської артилерії. Перш ніж Дунай замерз, деякі припаси можна було відправити на баржах, під покривом темряви та туману. Дефіцит їжі дедалі ставав усе гостріше, і солдатам доводилося покладатися на пошук харчування власноруч, дехто навіть вдавався до поїдання своїх коней. Екстремальні температури також вплинули на німецькі та угорські захисників.
Поступово характери бойових дій перетворився на аналог Сталінградської битви. Тільки цього разу Червона армія взимку штурмувала міцні укріплення противника, який ні за які умови не бажав скласти зброї. Бої велися за кожний дім, кожний поверх, іноді в каналізаційних системах, оскільки обидві сторони використовували їх для маневру силами. У середині січня острів Чепель був захоплений червоноармійцями разом з його військовими фабриками, які все ще виробляли панцерфаусти та снаряди, навіть під радянським вогнем. Тим часом у Пешті стан військ Осі погіршився, наполегливий наступ Червоної армії загрожував гарнізону розсіченням їхніх позицій навпіл. 17 січня 1945 року Гітлер погодився вивести решту військ з Пешта та зосередитися на захисті Буди. Всі п'ять мостів над Дунаєм були забиті транспортом, військами та цивільним населенням, що тикало у західну частину столиці. 18 січня німецькі війська підірвали мости, попри протести угорських офіцерів. Одним з них був знаменитий Ланцюговий міст, який існував з 1849 року.
18 січня 1945 року IV танковий корпус СС, переміщення якого в район на північний схід від озера Балатон було завершено попереднього дня, знову вступив у бій, розпочавши операцію «Конрад III». За два дні німецькі танки досягли Дунаю у Дунапентеле, розірвавши радянський фронт, що оборонявся за Дунаєм, і до 26 січня наступ досяг апогею, зупинившись приблизно у 25 кілометрах від кільцової дороги навколо столиці.
Сталін наказав своїм військам утримувати позиції за будь-яку ціну. Командування зняло два армійські корпуси, які призначалися для штурму Будапешта, і поспіхом перемістило їх на південь міста для відбиття німецького наступу. Водночас, німецькі війська, які прорвалися на відстань менш, ніж 20 кілометрів до міста, не змогли далі продовжувати наступ, в першу чергу через проблеми з постачанням. Захисники Будапешта попросили дозволу прориватися з міста та врятуватися з оточення. Гітлер відмовив.
28 січня 1945 року під тиском радянського наступу німці вже не могли утримуватися на здобутих рубежах; вони були змушені відступити зі значної частини окупованої території, за винятком Секешфегервару.

### Бої за Буду
На відміну від Пешта, розташованого на рівнинній місцевості, Буда будувалася на пагорбах. Це дозволило захисникам розмістити артилерію та оборонні позиції таким чином, що вони домінували над нападаючими, що значно гальмувало наступ радянсько-румунських військ. Головну цитадель (пагорб Геллерт) захищали війська Ваффен-СС, які успішно відбили кілька радянських штурмів. Поруч радянські та німецькі війська декілька днів билися на міському кладовищі серед розкритих гробницями гробниць за вигідніші позиції.
Особливо запеклими були бої на острові Маргіт посеред Дунаю, який до останнього використовувався як зона для скидання парашутів з припасами, а також для прикриття імпровізованих злітно-посадкових смуг, встановлених у центрі міста. З радянського боку в боях за острів діяла 25-та гвардійська стрілецька дивізія.
11 лютого 1945 року після шести тижнів боїв пагорб Геллерт був остаточно захоплений, коли Червона армія провела одночасну потужну атаку з трьох напрямків. Радянська артилерія змогла домінувати над усім містом і обстрілювати решту захисників Будапешту, які були зосереджені на площі менше двох квадратних кілометрів і страждали від недоїдання та хвороб.

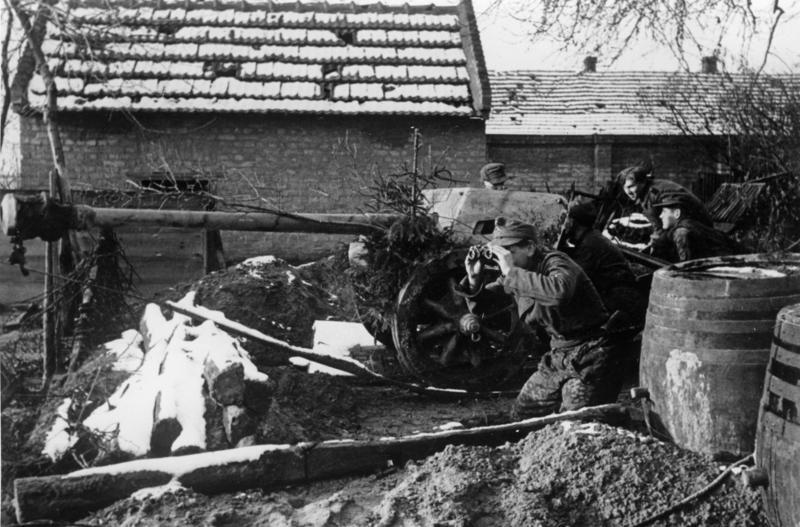
Підрозділ німецької протитанкової артилерії з гарматою Pak 40 на позиції в Будапешті. Зима 1945

Незважаючи на відсутність запасів, війська Осі відмовлялися здатися і захищали кожну вулицю та будинок. Разом з цим, деякі полонені угорські солдати перебігли і воювали на радянському боці. Вони були відомі в сукупності як «Добровольчий полк Буди».
Після захоплення південної залізничної станції під час дводенної кривавої битви радянські війська просунулися до Замкової гори. 10 лютого після жорстоких боїв радянські морські піхотинці здобули плацдарм на Замковій горі, розрізавши гарнізон, що залишився змагатися, майже навпіл.
Незважаючи на критичний стан гарнізону, що обороняв Будапешт, Гітлер все-таки забороняв німецькому командувачу Пфеффер-Вільденбруху покидати місто або намагатися прорватися. Але польоти планерів DFS 230, що доставляли запаси, а також скидування парашутних вантажів, закінчились кількома днями раніше.
У відчаї Пфеффер-Вільденбрюх вирішив вивести залишки своїх військ з Будапешта. Німецький командувач, як правило, не консультувався з керівником угорських військ у місті. Однак тепер Пфеффер-Вільденбрух нехарактерно включив генерала Івана Гінді до цієї останньої відчайдушної спроби прориву.
У ніч на 11 лютого близько 28 000 німецьких та угорських військ почали прорив на північний захід від Замкової гори. Вони рухались трьома хвилями. Тисячі мирних жителів були з кожною хвилею. Цілими сім'ями, штовхаючи дитячі коляски, тяглися вони по снігу та льоду. Але, радянські війська чекали на них на підготовлених позиціях навколо площі Кальмана Селля.
Війська, разом із мирними жителями, використовували сильний туман на свою користь. Перша хвиля зуміла застигла радянських солдатів та артилерію, що займали позиції, зненацька; тому величезна кількість спромоглася врятуватися. Другій і третій хвилям пощастило менше. Радянські артилерійські батареї вели зосереджений вогонь по ймовірних напрямках втечі, в результаті чого загинули тисячі людей. Незважаючи на великі втрати, п'яти-десяти тисячам людей вдалося досягти лісистих пагорбів на північний захід від Будапешта та пробитися далі до Відня, але лише 600—700 німецьких та угорських солдатів, що оборонялися на основних оборонних рубежах Будапешту, змогли прорватися.
Більшість тих, що пробивалися з оточеного міста, були вбиті, поранені або схоплені радянськими військами. Карл Пфеффер-Вільденбрух та Іван Гінді були захоплені чекаючими радянськими військами, коли вони вийшли з тунелю, що йшов із Замкової округи.

### Наслідки штурму
13 лютого 1945 року капітулювала решта захисників Будапешта. Німецькі та угорські військові втрати були великими, цілі дивізії були знищені під час боїв за утримання угорської столиці. Німці втратили всю або більшу частину 13-ї танкової дивізії, 60-ї танково-гренадерської дивізії «Фельдгеррнгалле», 8-ї кавалерійської дивізії СС «Флоріан Гайєр» та 22-ї добровольчої кавалерійської дивізії СС «Марія Терезія». Угорський I корпус був практично знищений, а також угорські 10-та і 12-та піхотні дивізії та 1-ша бронетанкова дивізія.
Радянські війська зазнали втрату від 100 000 до 160 000 людей.
Будапешт лежав у руїнах, понад 80 % його будівель були зруйновані або пошкоджені, серед них були такі історичні будівлі, як Будівля парламенту Угорщини та Замок. Усі сім мостів через Дунай були зруйновані.
За словами дослідника та автора Кріштіана Унгварі, під час облоги загинуло близько 38 000 мирних жителів: близько 13 000 внаслідок військових дій та 25 000 від голоду, хвороб та інших причин. Хоча радянське командування віддало розпорядження про заборону жорстокого поводження з військовополоненими та цивільним населенням усім підрозділам, після закінчення бойових дій Будапешт піддався масовому радянському пограбуванню та зґвалтуванню вцілілих жінок віком від 10 до 70 років.